# 哈罗德·霍尔特
哈罗德·艾德華·霍尔特，CH（英語：Harold Edward Holt，1908年8月5日—1967年12月17日），第17任澳大利亚总理，澳大利亚自由党政治家。1966年起任自由党领袖和澳洲总理，1967年在维多利亚州波特西的切维厄特沙滩附近游泳时失蹤，一般认为是溺水而死，尸体至今未找到。
霍尔特在澳洲议会任职的时间长达32年，比前任总理罗伯特·孟席斯（18年）要长得多，但他任澳洲总理却只有22个月。霍尔特在担任移民部长期间放宽了白澳政策，解除了一些对移民和定居的法律限制。他在任财政部长期间，协助孟席斯政府进行一些重大财政改革，包括创立澳洲央行以及将澳大利亚元改为十进位系统等。
霍尔特支持将澳大利亚卷入越南战争，著名语录是“我们永远和约翰逊总统站在一起”（"All the way with LBJ"）。在他任总理期间曾举行1967年全民公决，以压倒多数的结果通过宪法修正案，决定为澳大利亚的原住民立法，并将原住民人口纳入人口统计之中。

## 早年经历
霍尔特生于悉尼士丹摩，是托马斯与奥利芙的长子。他和弟弟克里夫（1910年生）的童年是在悉尼度过，1913-1919年间两人曾在悉尼和阿德莱德的三所学校就读。
1921年，父亲令霍尔特进入墨尔本的韦斯利学校就读。第16任澳大利亚总理罗伯特·孟席斯是其校友。
1918年霍尔特的父母离异。1924年时，霍尔特的母亲离世，但霍尔特没有参加母亲的葬礼。霍尔特的父亲在他进入韦斯利学校就读后不久便转行戏剧业，与著名企业家休·麦金托什合作，开始了忙碌的事业。学生时代的霍尔特得不到父母的照顾，心中产生孤独感，促使其在学业上倍加努力。
1927年霍尔特获得奖学金，进入墨尔本大学的女王学院学习法律。1930年霍尔特获得法律学士学位毕业，1932年11月他成为维多利亚州律师协会成员，然而在大萧条的环境下，他找不到合适的律师工作。当时在伦敦工作的霍父希望他能去英格兰继续进修，但恶化中的经济环境同样使这种可能性变成幻想。
大学期间，他与扎拉·迪金斯相识，两人很快坠入爱河，但由于1935年迪金斯出国，两人不得不分开。在伦敦时，迪金斯与英国陆军上尉詹姆斯·费尔产生感情，并在1935年结婚。两人有三子：尼古拉斯（1937）和双胞胎萨姆、安德鲁（1939）。双胞胎诞生后，迪金斯与费尔的感情很快破裂，两人不久后离婚，迪金斯再次成为霍尔特的恋人，并在1946年成婚。结婚后，霍尔特收养了迪金斯诞下的三个男孩。汤姆·弗雷姆在其为霍尔特所著的传记中，称霍尔特便是迪金斯所生双胞胎的亲生父亲。

## 政治生涯
霍尔特在20世纪30年代早期涉足政坛，先是在1933年左右加入統一澳洲黨的普拉兰分部。1934年，他代表統一澳洲黨试图取得雅拉的联邦议席，但未获成功。1935年3月，霍尔特试图争取克利夫顿山在维省议会的席位，不过再次失败。但霍尔特并未气馁，1935年他在福克纳选区代表統一澳洲黨，终于在8月17日通过一次补缺选举成功成为澳大利亚众议院议员。霍尔特当时年仅27岁，是澳洲历史最年轻的议员之一。
自从进入众议院起，霍尔特便一心投入政治，醉心于工作之中。最多的时候他每日工作16小时，仅睡4-5个小时。除了体育活动和海边娱乐以外，他很少参与其他的活动。
1939年霍尔特的导师罗伯特·孟席斯借时任总理约瑟夫·莱昂斯的突然逝世而成为澳洲总理，工作勤奋的霍尔特也很快获得提升。1939年4月，他成为不管部部长，协助供应与发展部长的工作。同年10月，霍尔特成为科学及工业研究部长；1939年11-12月，又成为航空代理部长。
1940年3月，在不辞去议席的情况下，霍尔特加入第二支澳洲远征军成为炮兵。数月后，在堪培拉附近发生空难，3名内阁部长和多名澳洲高级军事人员罹难，令新上任的孟席斯政府元气大伤。孟席斯将在军队中的霍尔特召回，任命他为不管部部长，协助海关与贸易部长的工作。霍尔特因此获得昵称“炮兵霍尔特”。
1940年10月霍尔特进入内阁，任职劳工及国民服务部长。1941年4月霍尔特在职期间，《儿童补助金法案》获得通过，这是他任此职位期间最重要的成就之一。
1941年8月孟席斯由于受到前座议员的孤立而被迫辞去总理一职，被乡村党党魁亚瑟·法登接替。霍尔特由于未知原因，同样改变了他对孟席斯的支持态度。而在1941年10月，統一澳洲黨在一次不信任投票中被击败，工党的约翰·柯廷成为总理。孟席斯辞去統一澳洲黨党魁一职，由于統一澳洲黨在1944年时已经处于近乎瓦解状态，孟席斯在1945年成立澳大利亚自由党，并与乡村党联合，以与当时执政的工党相抗衡。霍尔特不久后便加入新成立的澳洲自由党。

## 延伸閱讀
- Frame, Tom. . Allen & Unwin / National Archives of Australia. 2005. ISBN 1 74114 672 0. ISBN 1741146720.
- Griffen-Foley, Bridget. . Text Publishing, Melbourne. 2003. ISBN 1 8770 0864 8. ISBN 1877008648.
- Hancock, Ian (2000), 'Harold Edward Holt,' in Michelle Grattan (ed.), Australian Prime Ministers, New Holland, Sydney,  New South Wales, pages 270-285. ISBN 1-86436-756-3
- Holt, Dame Zara (1968), My Life and Harry. An Autobiography, Herald and Weekly Times, Melbourne.
- Hughes, Colin A (1976), Mr Prime Minister. Australian Prime Ministers 1901-1972, Oxford University Press, Melbourne, Victoria, Ch.19. ISBN 0-19-550471-2
- Inglis, Kenneth S. . Melbourne University Press. 1983. ISBN 0522842585.
- Jupp, James. . George Allen & Unwin, Sydney. 1982.
- Reid, Alan. . Shakespeare Head Press, Sydney. 1969.
- Reid, Alan. . Shakespeare Head Press, Sydney. 1971.
- Renouf, Alan. . Macmillan Australia, Melbourne. 1979. ISBN 0333252489.

| 澳大利亚议会           | 澳大利亚议会                  | 澳大利亚议会           |
| ---------------------- | ----------------------------- | ---------------------- |
| 前任者： 乔治·麦克斯韦 | 福克纳选区议员 1935– 1949     | 繼任者： 威廉·伯克     |
| 新部門                 | 希金斯选区议员 1949– 1967     | 繼任者： 约翰·戈顿     |
| 官衔                   |                               |                        |
| 新頭銜                 | 劳工及国民服务部长 1940– 1941 | 繼任者： 埃迪·沃德     |
| 前任者： 赫伯特·科莱特 | 科学及工业研究部长 1940– 1941 | 繼任者： 约翰·戴德曼   |
| 前任者： 阿瑟·卡尔韦尔 | 移民部长 1949– 1956           | 繼任者： 阿瑟尔·汤利   |
| 前任者： 杰克·霍洛韦   | 劳工及国民服务部长 1949– 1958 | 繼任者： 威廉·麦克马洪 |
| 前任者： 阿瑟·法登     | 澳大利亚财政部长 1958– 1966   | 繼任者： 威廉·麦克马洪 |
| 前任者： 罗伯特·孟席斯 | 澳大利亚总理 1966– 1967       | 繼任者： 约翰·麦克尤恩 |
| 政党职务               |                               |                        |
| 前任者： 罗伯特·孟席斯 | 澳大利亚自由党领袖 1966– 1967 | 繼任者： 约翰·戈顿     |